# Advanced Composition Explorer
Der Advanced Composition Explorer kurz ACE ist der Name einer Raumsonde der NASA, die am 25. August 1997 gestartet worden ist. ACE wurde im Rahmen des Explorer-Programms realisiert und trägt daher auch den Namen Explorer 71.

## Mission
Ziel der 752 kg schweren Sonde ist die Analyse von solaren, interplanetaren, interstellaren und kosmischen Partikeln an der Grenze des Erdschwerefeldes nahe dem Lagrange-Punkt L1. Das interplanetare Magnetfeld (magnetic field) mit den Vektoren Bx, By, Bz (Bz-Wert) mit dem Summenvektor Bt und auch der Sonnenwind mit Geschwindigkeit (speed) und Dichte (englisch „density“, orange Skala) wird gemessen und für kurze Zeit über ein Intervall von 7 Tagen aufgezeichnet (siehe Weblink). Sie wurde mit einer Delta II 7920-8 gestartet und in einer Umlaufbahn um L1 positioniert, in der sie wahrscheinlich bis ca. 2024 arbeiten kann. Trotz Störungen eines Instruments ist die Sonde weiterhin aktiv.
Seit 2015 umkreist der Nachfolger DSCOVR ebenfalls L1. Beide sollen vorläufig parallel in Betrieb bleiben.

## Beschreibung
ACE ist eine Raumsonde mit einem Hauptkörper von 1,6 m Durchmesser und 1 m Höhe. Dieser ist achteckig. Insgesamt vier Solarzellenpaddel sind an ihm befestigt: an jeder zweiten Seite eines. Zwei gegenüberliegende Paddel tragen außerdem an ihren Enden Stäbe mit Magnetometern. Die Solarzellenpaddel sind mit Silicium-Solarzellen belegt, die zur Strahlenabschirmung mit Quarz bedeckt sind. Sie sollten am Ende der fünfjährigen Primärmission (2002) noch 440 Watt erzeugen, das sind mehr als die 425 Watt, die ACE maximal verbraucht. Mit ausgefahrenen Solarzellenpaddeln und Magnetometer hat ACE ca. 8,3 m Durchmesser. ACE hatte ein Startgewicht von 785 kg und 189 kg Hydrazin als Treibstoff an Bord. ACE rotiert zur Spinstabilisierung mit fünf Umdrehungen pro Minute. Die Achse ist entlang der Linie Erde-Sonne ausgerichtet. ACE besitzt zwei Kommunikationssysteme, die im S-Band arbeiten.